# Samtalet
Samtalet (franska: La Conversation) är en oljemålning av den franske konstnären Henri Matisse. Den målades 1909 och ingår sedan 1930 i Eremitagets samlingar i Sankt Petersburg.
Matisse gjorde skandalsuccé på höstsalongen 1905 där han bland annat ställde ut Kvinna med hatt och Öppet fönster, Collioure. Han och en grupp likasinnade fick namnet les fauves, ”vilddjuren”, som syftade på målningarnas starka färger och de förenklade, onaturliga formerna. I Samtalet har han ytterligare förenklat bildkompositionen och perspektivet har reducerats så att en närmast tvådimensionell effekt uppstår. Bilden skildrar en man och hustru i sitt hus inbegripna i ett samtal. Modell för personerna är konstnären själv och hans hustru Amélie Noellie Matisse-Parayre. Av allt att döma råder ingen hjärtlig stämning och deras samtal är stumt. Mannens raka figur utstrålar bestämdhet och återhållen ilska och kvinnans tillbakalutade hållning ger ett avvisande intryck. Det enda som går att utläsa i denna konversation är ordet som står skrivet i räckets sprialornament: Non.    
Det var den ryska affärsmannen och konstsamlaren Sergej Stjukin(en) som beställde Samtalet. Stjukin var en av Matisses främsta mecenater och ägde flera målningar av honom, däribland Harmoni i rött (1908), Dansen II (1909–1910) och Musiken (1910). Efter ryska revolutionen 1917 konfiskerades Stjukins konstsamling och idag är de nämnda verken utställda på Eremitaget i Sankt Petersburg. Själv flydde Stjukin till Paris där han avled 1936.
Matisse målade 1938 ytterligare en målning med titeln Samtalet. Den skildrar två väninnor och ingår sedan 1993 i San Francisco Museum of Modern Arts samlingar.